# Giacomo Da Re

a Compétitions nationales et continentales officielles uniquement.

b Matchs officiels uniquement.
Dernière mise à jour le 2 août 2025.
Giacomo Da Re, né le 29 mars 1999 à Trévise (Italie), est un joueur international italien de rugby à XV. Il évolue aux postes de demi d'ouverture ou d'arrière au Zebre Parma en United Rugby Championship.

## Biographie

### Jeunesse, formation et débuts seniors (jusqu'en 2021)
Giacomo Da Re naît à Trévise, il commence la pratique du rugby à XV dans cette ville au sein du Benetton Trévise dès l'âge de six ans.
En 2015, il rejoint l'académie de la Fédération italienne de rugby à XV de Mogliano jusqu'en 2017. Il joue aux postes de demi d'ouverture et d'arrière.
À l'intersaison 2017, il rejoint le club de Mogliano Rugby SSD avec qui il fait ses débuts seniors dans le Campionato Nazionale Eccellenza contre le Rugby Viadana. Avec Mogliano, il joue dans ce club pendant quatre saisons et dispute un total de quarante-sept rencontres, dont quarante-et-une en qualité de titulaire, dans le Championnat d'Italie,.
Durant son passage au Mogliano Rugby SSD, en 2019, il est sélectionné avec l'équipe d'Italie des moins de 20 ans pour participer au Tournoi des Six Nations, puis au Championnat du monde junior. Avec cette sélection, il dispute un total de huit rencontres et inscrit quatorze points.

### Début de carrière professionnelle (2021-2022)
En amont de la saison 2021-2022, Giacomo Da Re intègre le club de Rugby Rovigo et se voit également offrir un contrat de Permit Player avec le Benetton Trévise, il évolue donc avec Rovigo mais peut être amené à jouer au sein du Benetton Trévise dans le besoin de l'équipe évoluant en United Rugby Championship. En octobre 2021, il est convoqué par Alessandro Troncon avec l'équipe d'Italie A (en) (équipe réserve). Avec cette sélection, il est de nouveau sélectionné deux mois plus tard, il inscrit huit de ses neuf coups de pied face à la Roumanie A, contribuant à la large victoire des siens 50 à 26. Au mois de janvier 2022, il est convoqué pour la première fois en équipe d'Italie pour le Tournoi des Six Nations 2022.
Le même mois, il fait ses débuts avec le Benetton Trévise durant une rencontre d'United Rugby Championship (URC) face aux Dragons où il est titularisé au poste d'arrière. Cependant en février, il subit une blessure, avec la sélection italienne, l'empêchant de faire ses débuts internationaux. Deux mois plus tard, il inscrit son premier essai avec Trévise face au Munster. Le mois d'après, il dispute ses premières minutes en Challenge européen face à l'USA Perpignan, au poste de demi d'ouverture. Après ses bonnes performances, il signe un contrat le liant jusqu'en 2024 avec le Benetton Trévise. Au total, cette saison-là, il dispute quatre rencontres avec le Benetton Trévise et inscrit quinze points. En parallèle, avec le Rugby Rovigo, il est finaliste du Top 10 face au Petrarca Rugby Padoue, il est titulaire à l'arrière, mais son équipe s'incline 19 à 6. Au total avec ces derniers, il prend part à onze rencontres et inscrit trente points dont un essai, une pénalité et onze transformations en championnat.

### International italien (depuis 2022)
En juin suivant, Giacomo Da Re est sélectionné en équipe d'Italie pour la tournée estivale. Il connait alors sa première cape internationale en étant titularisé au poste de demi d'ouverture contre le Portugal où il prend part à la victoire 38-31 des siens en inscrivant quatre points. 
Durant l'été 2022, il intègre donc le Benetton Trévise à plein temps. Pendant l'automne suivant, il subit une blessure lui faisant manquer des matchs. En janvier 2023, il revient juste à temps de blessure pour faire partie du groupe italien sélectionné pour le Tournoi des Six Nations,. Au terme de la saison, il a pris part à six rencontres, quatre en tant que titulaire, et inscrit cinq points. En mai 2023, il est sélectionné avec l'Italie dans un groupe de 46 joueurs pour préparer la Coupe du monde 2023.
À la fin du moins de juillet 2023, il connaît sa deuxième sélection internationale contre l'Écosse où il est aligné sur le banc des remplaçants. Le mois suivant, il fait partie des trente-trois joueurs sélectionnés pour participer à la Coupe du monde. Son équipe est éliminée dès la phase de poules, où il n'a pris part à aucune rencontre,.
Pendant la saison 2023-2024 du United Rugby Championship, il se montre décisif lors d'une rencontre remportée 18 à 13 contre les Ospreys en inscrivant l'essai de la victoire en fin de match. Toutefois, jouant très peu cette saison-là, seulement quatre matchs dont un comme titulaire, il est annoncé qu'il quitte le Benetton Trévise afin de rejoindre l'autre franchise italienne du Zebre Parma à partir de la saison 2024-2025 pour gagner en temps de jeu,.
Pour la saison 2024-2025, il a pour objectif de gagner un maximum de temps de jeu avec sa nouvelle équipe. Après deux matchs en tant que remplaçant, il connaît sa première titularisation à l'occasion de la troisième journée de l'URC contre les Stormers. Au mois de janvier, il inscrit un essai lors de la première victoire de l'histoire des Zebre sur le terrain de l'Ulster, ainsi que la première victoire à l'extérieur de l'équipe depuis quatre ans, sur le score de 15 à 14. Pour sa première saison au Zebre Parma, il dispute un total de dix-neuf matchs, dont treize comme titulaire à la fois à l'ouverture et à l'arrière, et inscrit cinquante-huit points. À l'issue de la saison, il effectue son retour en équipe d'Italie à l'occasion de la tournée d'été, profitant notamment des absences de Tommaso Allan et Paolo Garbisi. Pendant la tournée, il est titularisé lors des trois rencontres, contre la Namibie puis deux fois contre l'Afrique du Sud.

## Statistiques

### En équipe nationale
Giacomo Da Re compte 5 sélections dont 4 en tant que titulaire, depuis sa première sélection le 25 juin 2022 face au Portugal. Il inscrit 25 points, dont une pénalité et 11 transformations.
Il participe à une édition du Tournoi des Six Nations en 2023. Il dispute une rencontre, une en tant que titulaire.

## Palmarès
- Finaliste du Championnat d'Italie en 2022 avec Rugby Rovigo.